# Fortaleza Acústicos
Fortaleza Acústicos é um EP do cantor brasileiro André Valadão, lançado em novembro de 2013. Neste disco, o cantor regravou canções presentes no álbum Fortaleza (2013) com arranjos acústicos. Clipes destas versões também são encontradas na versão em DVD do álbum Fortaleza.

## Faixas
1. "Sou de Jesus" — 4:30
2. "Lugar de Adoração" — 4:03
3. "Com Você" — 5:44
4. "Quero Agradecer" — 4:18